# Burg von Yeste

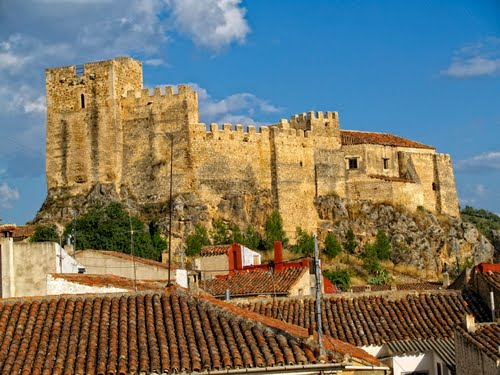

Die Burg von Yeste (spanisch Castillo de Yeste) ist ein andalusisches Castillo mit späteren gotischen Umbauten. Das Bauwerk ist im Denkmalregister Spaniens verzeichnet.

## Lage
Die alte islamische Festung liegt im Zentrum von Yeste (Provinz Albacete, Kastilien-La Mancha, Spanien) an einer Kreuzung zwischen den Bergen Alcaraz, Segura und La Sagra und der Wiege der Flüsse Río Segura, Tus, Taibilla und Zumeta.

## Geschichte und Architektur
Es handelte sich ursprünglich um eine rechteckige Festung mit Türmen aus dem 13. Jahrhundert, zu der weitere Befestigungsanlagen hinzugefügt wurden. Sie diente einst als muslimische Grenzfestung zum Nasridenkönigreich Granada und entwickelte sich später zu einer palastartigen christlichen Residenz. Mit der christlichen Eroberung im 13. Jahrhundert wurde Yeste Teil des Ordens von Santiago, um dessen Grenzgebiet zu schützen, da dessen Gebiet nicht weit von den arabischen Königreichen Valencia und Granada entfernt lag. Die Burg von Yeste ist mit einem großen Bergfried ausgestattet. Ihren Zugang schmücken die Schilde des Ordens von Santiago und der Familie Figueroa.